# Tehkäme iloinen ilta
Tehkäme iloinen ilta (Fins voor Laten we een vrolijke avond hebben) is een lied gecomponeerd door Aarre Merikanto. De door hem gebruikte tekst komt vanuit de Kanteletar, een zusterboek van de Kalavala. Deze tekst handelt over het hebben van een feest om het “afgelopen” jaar te vergeten.
Hij schreef het lied voor solostem en mannenkoor a capella. Het was waarschijnlijk zijn laatste compositie voor mannenkoor (het oeuvre van Merikanto is niet compleet teruggevonden). 